# Spool
Spool was een Canadees platenlabel, waarop geïmproviseerde muziek, elektro-akoustische muziek, experimentele en nieuwe muziek en avant-rock uitkwam. Het label werd in 1998 opgericht door Vern Weber en Daniel Kernohan.
Op het label kwam muziek uit van onder meer Dewey Redman, Anthony Braxton, trombonist Paul Rutherford, trombonist George Lewis, een trio met Mats Gustafsson en een trio met Fred Frith, en Tobias Delius. Musici uit Canada op het label zijn Paul Plimley, Allison Cameron en John Oswald.